# Franco Coppola
Franco Coppola (* 31. března 1957 Maglie) je italský římskokatolický duchovní, arcibiskup a diplomat.

## Život
Narodil se 31. března 1957 v Maglie.
Vstoupil do kněžského semináře a po teologickém studiu byl 12. září 1981 arcibiskupem Vincenzem Francem vysvěcen na kněze a inkardinován do arcidiecéze Otranto. Poté odešel do Říma, kde se věnoval studiu kanonického práva a diplomacie na Papežské církevní akademii. Roku 1993 vstoupil do diplomatických služeb Svatého stolce.
Působil na apoštolských nunciaturách v Libanonu, Burundi, Kolumbii a Polsku. Následně přešel do sekce pro vztahy se státy Státního sekretariátu. Dne 16. července 2009 jej papež Benedikt XVI. jmenoval apoštolským nunciem v Burundi a titulárním arcibiskupem z Vindy. Biskupské svěcení přijal z rukou papeže a spolusvětiteli byli kardinál Tarcisio Bertone a kardinál William Joseph Levada.
Dne 31. ledna 2014 byl papežem Františkem ustanoven nunciem v Středoafrické republice a 2. dubna mu byla přidána nunciatura v Čadu. Dne 9. července 2017 se stal apoštolským nunciem v Mexiku.
Od 15. listopadu 2021 zastává úřad nuncia v Belgii a od 14. prosince také v Lucembursku.